# 奥伊根温泉
奥伊根温泉（おくいねおんせん）は、京都府与謝郡伊根町にある温泉。

## 泉質
- ナトリウム-炭酸水素塩泉（低張性弱アルカリ性高温泉） 
  - 泉温　41℃
- 美肌の湯として知られる。

## 温泉地
日本海沿いの伊根港近くに宿泊施設が点在している。
温泉を引いているのは、旅館「油屋本館」と民宿「裳香庵」のみである。
伊根の舟屋の近くには、「油屋本館」が経営する3棟の貸切宿「伊根の舟屋　雅」がある。
日帰り入浴不可。料理は、旬に合わせた丹後の地魚を提供している。

## 歴史
1994年（平成6年）-　開湯。

## アクセス
- 京都丹後鉄道・宮津線天橋立駅より、車で50分。

- 山陰近畿自動車道京丹後大宮ICより、車で50分。